# Lung Cancer
Lung Cancer ist eine wissenschaftliche Fachzeitschrift, die vom Elsevier-Verlag veröffentlicht wird. Die Zeitschrift erscheint mit zwölf Ausgaben im Jahr. Es werden Arbeiten veröffentlicht, die sich vor allen Dingen mit Lungenkrebs beschäftigen.
Der Impact Factor lag im Jahr 2015 bei 3,767. Nach der Statistik des ISI Web of Knowledge wird das Journal mit diesem Impact Factor in der Kategorie Atemwegssystem an zwölfter Stelle von 57 Zeitschriften und in der Kategorie Onkologie an 65. Stelle von 213 Zeitschriften geführt.